# Laguna de Chascomús
La laguna Chascomús se encuentra ubicada en la cuenca del río Salado, sobre la costa este de la ciudad de Chascomús, situada en el interior de la provincia de Buenos Aires, Argentina. Es la segunda laguna del sistema «Las encadenadas», ocupando un cauce fluvial preexistente que recibe aportes de los arroyos Vitel, Valdés, San Felipe y Brown, drenando a través de un canal corto en la laguna Adela o Manantiales.

## Hidrografía
Se encuentra en la Región Pampeana: se caracteriza por llanuras horizontales y muy poco onduladas con ríos de cauce lento y sinuoso. El clima corresponde a la región templada pampeana.
El suelo es "Argiudol", con pobre drenaje, material madre de loess limoide. Se encuentra un predominio de gramíneas cespitosas con isletas de arboledas de tala Celtis spinosa.

## Flora y fauna
Las comunidades de vegetación acuática ocupan la mayor parte de las áreas marginales de la laguna, con predominio del juncal de Schoenoplectus Scirpus californicus. La abundancia de vegetación acuática favorece la presencia de una rica avifauna con dominancia de aves herbívoras como las gallaretas (Fulica spp.) y los cisnes de cuello negro (Cygnus melancoryphus), además de garzas y otras aves ictiófagas.
se encuentran muchos simones (narigones, flamengos) a la provincia ictiogeográfica, Parano-Platense del Dominio Paranense, con dominancia del bagarito (Parapimelodus valenciennesi) seguido por el pejerrey (Odontesthes bonariensis), especie de gran interés económico y deportivo, y otras 19 especies de peces. La biomasa del pejerrey se calcula en 30 kg/ha sobre un total de 550 kg/ha.

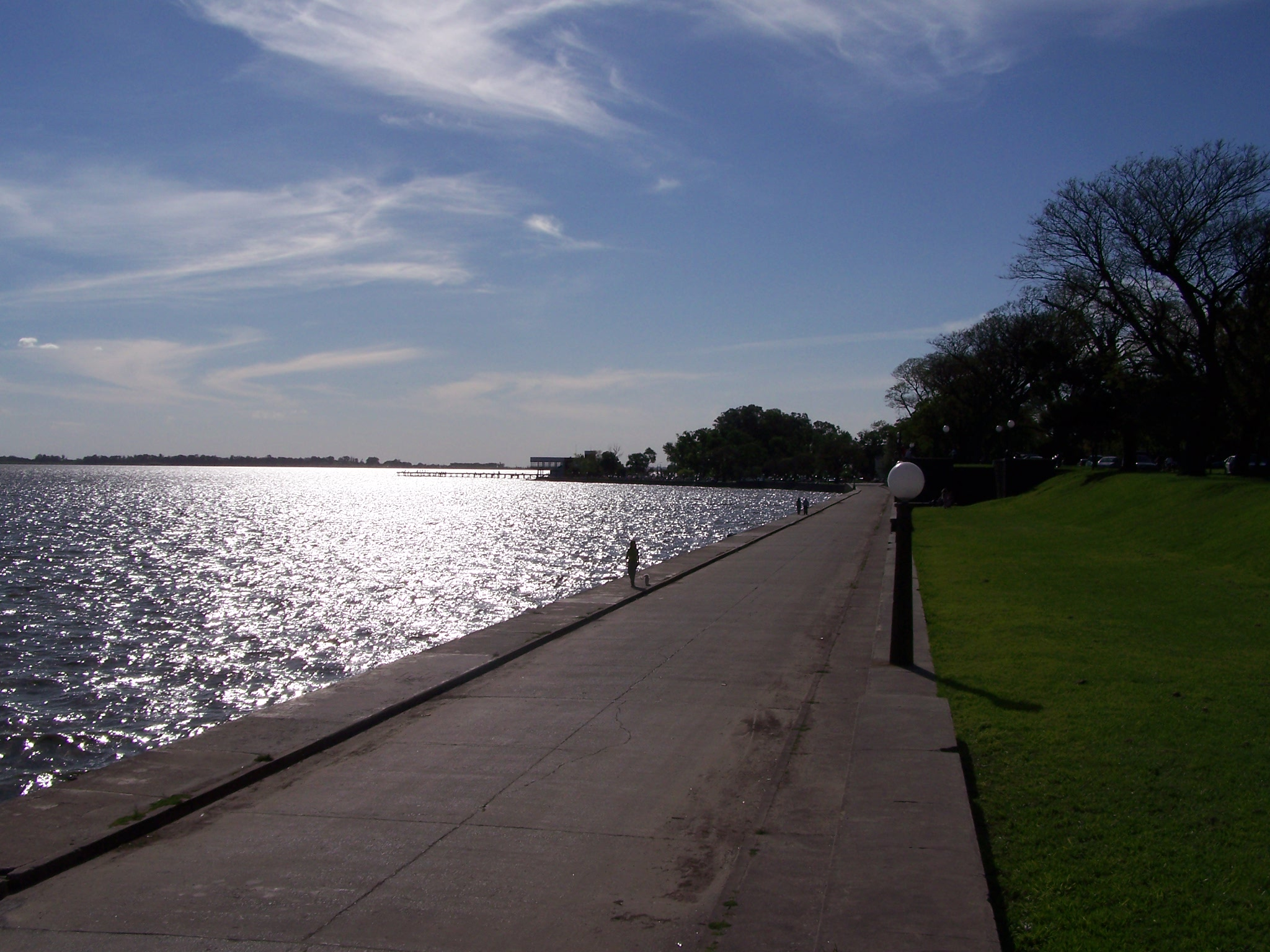
"La Bajadita".

En este ambiente se practica la pesca comercial limitada desde el año 1976. Es atracción para numerosos pescadores deportivos y turistas que practican deportes acuáticos.

## Deportes
En esta laguna se practican deportes acuáticos como el Kitesurf, el Windsurf, la Natación y Regata. En ella se han realizado numerosas y variados campeonatos de estos deportes.